# Marco il Greco
Marco detto il Greco (1278 ca – Genova ?, 1340 ca) è stato un pittore italiano di origine greca, documentato a Genova nel 1313.

## Biografia
Il nome di Marco compare un'unica volta in un documento notarile del febbraio 1313, nel quale si dichiara pittore di Costantinopoli.Molto probabilmente nacque a Costantinopoli nel 1278 circa.
Un'interessante proposta, formulata in linea ipotetica dal Lazarev nel 1967, ha richiamato l'attenzione su questo artista, non altrimenti noto: egli potrebbe essere identificato con il cosiddetto Maestro del Giudizio Universale, autore dell'affresco sul portale della Cattedrale di San Lorenzo a Genova, nella quale già Roberto Longhi aveva riconosciuto un pittore bizantino. L'identificazione è stata accolta, sempre in linea ipotetica, da vari studiosi. A Marco è stato attribuito anche l'affresco raffigurante San Giorgio, San Giovanni Battista e un santo, oggi rovinato, conservato nella navata sinistra della cattedrale genovese. R. S. Nelson nel 1985 ha precisato che si tratta di un pittore formatosi nell'ambiente di Costantinopoli, che eseguì l'affresco entro secondo decennio del XIV secolo, mediante moduli figurativi orientali e contenuti occidentali.
Secondo alcune fonti, Marco il Greco sarebbe morto a Genova nel 1340.